# Xi măng cao su

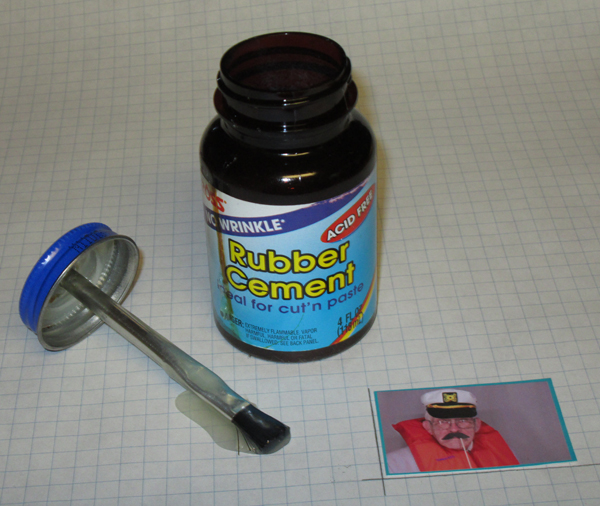
Chai xi măng cao su, cho thấy một bàn chải được tích hợp vào nắp, và một bức ảnh sắp được gắn vào giấy vẽ đồ thị.

Xi măng cao su là một chất kết dính được làm từ các polyme đàn hồi (thường là mủ cao su) được trộn trong dung môi như acetone, hexane, heptane hoặc toluene để giữ cho chúng đủ chất lỏng để sử dụng. Các công thức dựa trên nước, thường được ổn định bằng amonia, cũng có sẵn. Điều này làm cho nó trở thành một phần của lớp chất kết dính sấy khô: vì các dung môi nhanh chóng bay hơi, phần "cao su " vẫn ở phía sau, tạo thành một liên kết mạnh mẽ nhưng linh hoạt. Thường thì một tỷ lệ nhỏ rượu được thêm vào hỗn hợp này.

## Thành phần

### Chung
Xi măng cao su chỉ đơn giản là một hỗn hợp cao su rắn trong một dung môi dễ bay hơi mà sẽ hòa tan nó. Khi xi măng được sử dụng, dung môi bay hơi, để lại cao su làm chất kết dính. Hầu như bất kỳ cao su (tiền lưu hóa hoặc không) có thể được sử dụng. Cao su được sử dụng có thể là cao su tự nhiên, nhựa cao su mastic hoặc nhựa cao su arabic. Các dung môi được sử dụng thời kỳ đầu bao gồm chloroform và benzen. Tại Hoa Kỳ, các công thức sản phẩm hiện tại bao gồm n-heptane. Ở Anh, một sản phẩm có tên Marabu-Fixogum sử dụng acetone.

### Thành phần đặc biệt
Nhiều chế phẩm đã bao gồm các chất làm cứng và/hoặc các chất lưu hóa được thiết kế để cải thiện sự gắn kết của cao su.